# 마리우시 요프
마리우시 요프(폴란드어: Mariusz Jop ˈmarjuʂ ˈjɔp[*], 1978년 8월 3일, 시비엥토크시스키에 주 오스트로비에츠 시비엥토크시스키 ~)는 폴란드의 프로 축구 감독이자 전 선수이다. 그는 현재 I 리가의 비스와 크라쿠프 수석 코치를 맡고 있다.

## 클럽 경력
오스트로비에츠 시비엥토크시스키 출신인 요프는 KSZO에서 축구를 시작했다. 그는 비스와 크라쿠프 소속으로 2000–01 시즌, 2002–03 시즌, 그리고 2003–04 시즌에 엑스트라클라사를 우승했다. 모스크바에서 활약하면서, 그는 러시아 프리미어리그 폴란드인 1호골 득점자가 되었다. 2009년 7월 11일, 그는 모스크바와의 계약을 해지하고 비스와에 자유 이적으로 복귀했다.

## 국가대표팀 경력
요프는 독일에서 열린 2006년 월드컵에서 최종 23인 명단에 이름을 올렸다. 그는 유로 2008에 참가한 폴란드 선수단의 일원으로, 오스트리아와의 조별 리그 경기에 1번 출전했다.

## 감독 경력
2021년 5월 14일, 요프는 엑스트라클라사의 비스와 크라쿠프 수석 코치 대행으로 명명되어, 페테르 히발라가 떠나면서 공석이 된 자리를 차지해 카지미에시 크미에치크 감독을 보좌했다.
2023년 12월 2일, 요프의 전 동료 라도스와프 소볼레프스키가 비스와 크라쿠프 감독직을 내려놓았다. 이튿날, 그 해 7월부터 비스와 크라쿠프의 2군을 지휘하던 요프는 2023년 말까지 감독을 대행했다. 그는 비스와 크라쿠프를 이끌고 모든 대회를 통틀어 3승을 거두었고, 12월 29일에 알베르트 루데가 감독진에 합류했고, 스페인 출신 감독은 이후 정식 감독을 맡았다.

## 경력 통계

### 클럽
| 구단               | 시즌      | 리그                | 리그 | 리그 | 컵   | 컵 | 유럽 | 유럽 | 합계 | 합계 |
| 구단               | 시즌      | 리그명              | 출장 | 골   | 출장 | 골 | 출장 | 골   | 출장 | 골   |
| ------------------ | --------- | ------------------- | ---- | ---- | ---- | -- | ---- | ---- | ---- | ---- |
| KSZO               | 1995–96   | I 리가              | 7    | 0    | —    | —  | —    | —    | 7    | 0    |
| KSZO               | 1996–97   | I 리가              | 16   | 0    |      |    | —    | —    | 16   | 0    |
| KSZO               | 1997–98   | 엑스트라클라사      | 31   | 1    | 1    |    | —    | —    | 32   | 1    |
| KSZO               | 1998–99   | I 리가              | 24   | 2    | 1    | 0  | —    | —    | 25   | 2    |
| KSZO               | 합계      | 합계                | 78   | 3    | 2    | 0  | —    | —    | 80   | 3    |
| 비스와 크라쿠프    | 1999–00   | 엑스트라클라사      | 13   | 2    | 8    | 1  | —    | —    | 21   | 3    |
| 비스와 크라쿠프    | 2000–01   | 엑스트라클라사      | 1    | 0    | 0    | 0  | 0    | 0    | 1    | 0    |
| 비스와 크라쿠프    | 2001–02   | 엑스트라클라사      | 7    | 0    | 8    | 1  | —    | —    | 15   | 1    |
| 비스와 크라쿠프    | 2002–03   | 엑스트라클라사      | 23   | 2    | 8    | 2  | 10   | 0    | 41   | 4    |
| 비스와 크라쿠프    | 2003–04   | 엑스트라클라사      | 16   | 2    | 1    | 0  | 7    | 0    | 24   | 2    |
| 비스와 크라쿠프    | 합계      | 합계                | 60   | 6    | 25   | 4  | 17   | 0    | 102  | 10   |
| 비제프 우치 (임대) | 2000–01   | 엑스트라클라사      | 15   | 0    | —    | —  | —    | —    | 15   | 0    |
| 비제프 우치 (임대) | 2001–02   | 엑스트라클라사      | 11   | 2    | 1    | 0  | —    | —    | 12   | 2    |
| 비제프 우치 (임대) | 합계      | 합계                | 26   | 2    | 1    | 0  | —    | —    | 27   | 2    |
| 모스크바           | 2004      | 러시아 프리미어리그 | 15   | 3    | 1    | 0  | —    | —    | 16   | 3    |
| 모스크바           | 2005      | 러시아 프리미어리그 | 27   | 1    | 2    | 0  | —    | —    | 29   | 1    |
| 모스크바           | 2006      | 러시아 프리미어리그 | 9    | 0    | 2    | 0  | 1    | 0    | 12   | 0    |
| 모스크바           | 2007      | 러시아 프리미어리그 | 9    | 0    | 3    | 0  | —    | —    | 12   | 0    |
| 모스크바           | 2008      | 러시아 프리미어리그 | 23   | 0    | 2    | 0  | 3    | 0    | 28   | 0    |
| 모스크바           | 2009      | 러시아 프리미어리그 | 3    | 0    | 0    | 0  | —    | —    | 3    | 0    |
| 모스크바           | 합계      | 합계                | 86   | 4    | 10   | 0  | 4    | 0    | 100  | 4    |
| 비스와 크라쿠프    | 2009–10   | 엑스트라클라사      | 12   | 0    | 2    | 0  | 1    | 0    | 15   | 0    |
| 구르니크 자브제    | 2010–11   | 엑스트라클라사      | 23   | 0    | 2    | 0  | —    | —    | 25   | 0    |
| 경력 합계          | 경력 합계 | 경력 합계           | 285  | 15   | 42   | 4  | 22   | 0    | 349  | 19   |

### 국가대표팀
| 국가대표팀 | 연도 | 출장 | 골 |
| ---------- | ---- | ---- | -- |
| 폴란드     | 2003 | 2    | 0  |
| 폴란드     | 2005 | 6    | 0  |
| 폴란드     | 2006 | 7    | 0  |
| 폴란드     | 2007 | 6    | 0  |
| 폴란드     | 2008 | 6    | 0  |
| 합계       | 합계 | 27   | 0  |

## 수상
비스와 크라쿠프
- 엑스트라클라사: 2000–01, 2002–03, 2003–04
- 푸하르 폴스키: 2001–02, 2002–03